# Питагорино дрво
Питагорино дрво је равански фрактал конструисан помоћу квадрата. Добио је име по Питагори зато што свака тројка суседних квадрата својим заједничким теменима одређује правоугли троугао, у облику који се традиционално користи за приказ Питагорине теореме.
|  |

Ако је страница првог квадрата дужине 1, цело Питагорино дрво може стати у правоугаоник величине 6×4. Ситнији детаљи дрвета подсећају на Левијеву Ц криву.
Фрактал је први конструисао холандски математичар Алберт Босман (хол. Albert E. Bosman) 1942. године.

## Конструкција
Конструкција Питагориног дрвета почиње квадратом. Над њим се конструишу два мања квадрата, са коефицијентом сличности ½√2, тако да сваки квадрат има по једно заједничко теме са преостала два. Исто се понавља рекурзивно над два мања квадрата, ad infinitum. Следеће илустрације приказују првих неколико итерација у поступку конструкције.
| Конструкција Питагориног дрвета, ниво 1 | Ниво 2 | Ниво 3 | Ниво 4 |
| Ниво 0                                  | Ниво 1 | Ниво 2 | Ниво 3 |

## Површина
n-та итерација у конструкцији додаје 2n квадрата површине (½√2)2n, са укупном површином једнаком 1. Зато се чини да се површина дрвета бесконачно увећава када n→∞. Ипак, како се неки од квадрата преклапају почевши од пете итерације, дрво има коначну површину, с обзиром да је смештено у правоугаоник 6×4.
Лако је показати да за површину A Питагориног дрвета важи 5 < A < 18, а уз додатни напор она се може и прецизније ограничити. Међутим, сама вредност A је непозната.

## Варијације
Ако се уместо два иста квадрата, у новом кораку они конструишу тако да је један већи од другог (односно да правоугли троугао одређен теменима три суседна квадрата не буде једнакокраки), резултат ће бити „Питагорино дрво на ветру“.
| Ниво 0 | Ниво 1 | Ниво 2 | Ниво 5 |
| Ниво 0 | Ниво 1 | Ниво 2 | Ниво 5 |